# Mar sagrado
O mar sagrado é uma invocação religiosa recorrente na tradição popular brasileira e portuguesa. Embora sua origem seja duvidosa, especula-se que esta jaculatória tenha se originado da corruptela da expressão mar salgado, costumeiramente citada em trovas e cantigas tradicionais. Para alguns, no entanto, a menção ao mar sagrado seria resquício de antigos cultos de adoração das grandes massas d'água, adaptados às práticas cristãs. 
A crença na santidade do mar importava, para aqueles que nisto criam, que não se podiam lançar imundícies nas águas marinhas. Entretanto, em se o fazendo, os rejeitos seriam invariavelmente devolvidos à terra, uma vez que o mar teria a capacidade de purificar a si próprio. Talvez por isto, o mar sagrado é especialmente invocado em orações populares contra o mau-olhado ou para a cura, sendo as águas do mar sagrado ou as ondas do mar sagrado o destino para onde se ordenam que vão as enfermidades. 
No Brasil, a invocação foi, do mesmo modo, apropriada e ressignificada. Para além das preces do catolicismo popular, tal como em Portugal, o mar sagrado é reverenciado pelos Pancará, Tuxá e outros povos indígenas do Nordeste brasileiro, no âmbito de suas celebrações rituais. Para eles, seria esse o espaço mítico onde habitam suas entidades sobrenaturais, em especial os espíritos de seus antepassados.  O povo de santo, por seu turno, idolatra o mar sagrado como a representação da divindade Iemanjá, sendo a jaculatória recorrente em pontos cantados e rezas. 